# Abel Pavet de Courteille
Abel Jean Baptiste Marie Michel Pavet de Courteille, né le 23 juin 1821 à Paris et mort le 12 décembre 1889 dans le 7e arrondissement de Paris, est un orientaliste français, spécialisé dans l'étude des langues turques.

## Carrière
Par sa mère, Sophie Silvestre (1793-1877), il était le petit-fils d'Antoine-Isaac Silvestre de Sacy. Il enseigna le turc au Collège de France, comme professeur extraordinaire en 1854, puis comme titulaire d'une chaire ordinaire en 1861. En 1873, il succéda à Emmanuel de Rougé à l'Académie des inscriptions et belles-lettres. Il était également membre de la Société asiatique. Il orienta la turcologie vers l'étude des langues d'Asie centrale et est l'auteur d'un dictionnaire du turc oriental et de plusieurs éditions et traductions de textes.
Il assiste le 4 avril 1856 à la fondation de l’Œuvre des Écoles d’Orient plus connue actuellement sous le nom de L’Œuvre d’Orient, il fut membre de son 1er Conseil général du 25 avril 1856. 
Il est inhumé au cimetière du Père-Lachaise (44e division, ligne 5).

## Publications
- Dictionnaire turk-oriental, destiné principalement à faciliter la lecture des ouvrages de Bâber, d'Aboul-Gâzi et de Mir-Ali-Chir-Nevâï, Paris, Imprimerie impériale, 1870 (562 pages).
- (avec Abdolonyme Ubicini) État présent de l'Empire ottoman : statistique, gouvernement, administration, finances, armée, communautés non musulmanes, etc., d'après le Salnâmèh (Annuaire impérial) pour l'année 1293 de l'Hégire (1875-76) et les documents officiels les plus récents, Paris, J. Dumaine, 1876.

### Éditions et traductions de textes
- Conseils de Nabi Efendi[5] à son fils Aboul Khair, publiés en turc avec la traduction française et des notes, Paris, Imprimerie impériale, 1857.
- Histoire de la campagne de Mohacz, de Kemal Pacha Zadeh[6], publiée pour la première fois avec la traduction française et des notes, Paris, Imprimerie impériale, 1859.
- Mémoires de Baber (Zahir-ed-Din-Mohammed), fondateur de la dynastie mongole dans l'Hindoustan, traduits sur le texte djagataï, Paris, Maisonneuve, 1871.
- Miràdj-Nàmeh, publié d'après le manuscrit ouïgour, traduit et annoté, Paris, E. Leroux, 1882.
- Tezkereh-i-Evliâ. Le Mémorial des Saints, traduit sur le manuscrit ouïgour de la Bibliothèque nationale, Paris, 1889-90 (2 vol.).
- (avec Charles Barbier de Meynard) Maçoudi. Les Prairies d'or, texte arabe et traduction française, Paris, Imprimerie impériale (nationale), 1861-77 (9 volumes[7] ; collection d'ouvrages orientaux publiée par la Société asiatique).